# Diodon nicthemerus
Diodon nicthemerus és una espècie de peix de la família dels diodòntids i de l'ordre dels tetraodontiformes.

## Morfologia
- Els mascles poden assolir 40 cm de longitud total.[3][4]

## Hàbitat
És un peix marí, de clima temperat i associat als esculls de corall que viu entre 1-70 m de fondària.

## Distribució geogràfica
Es troba al sud d'Austràlia: des del centre de Nova Gal·les del Sud fins a una latitud similar a Austràlia Occidental.

## Costums
És nocturn.

## Observacions
No es pot menjar, ja que és verinós.